# 艾維斯·普里斯萊 - 1972年格林斯伯勒演唱會
艾維斯·普里斯萊 – 1972年格林斯伯勒演唱會是一場歌手艾維斯·普里斯萊在1972年4月14日位於北卡羅萊納州格林斯伯勒格林斯伯勒羅體育館的演唱會。表演的鏡頭被用於1972年電影Elvis on Tour贏得金球獎。艾維斯在表演中穿著貓頭鷹裝。

## 歌曲列表
貓王表演了下列歌曲：
- A Space Odyssey（英语：A Space OdysseyAlso sprach Zarathustra (Strauss)）

- See See Rider（英语：See See Rider）

- Proud Mary（英语：Proud Mary）

- Never Been to Spain（英语：Never Been to Spain）

- You Gave Me a Mountain（英语：You Gave Me a Mountain）

- Until It's Time for You to Go（英语：Until It's Time for You to Go）

- Polk Salad Annie（英语：Polk Salad Annie）

- Love Me

- All Shook Up（英语：All Shook Up）

- Teddy BearTeddy Bear

- Hound Dog（英语：Hound Dog (song)）

- 〈傷心旅館〉（""）

- A Big Hunk O' Love（英语：A Big Hunk O' Love）

- Bridge Over Troubled Water（英语：Bridge Over Troubled Water）

- Suspicious Minds（英语：Suspicious Minds）

- 〈溫柔地愛我〉（英语：Love Me Tender (song)）（"Love Me Tender"）

- （間歇伴奏）
- For the Good Times（英语：For the Good Times (1970 song)）

- An American Trilogy（英语：An American Trilogy）

- Burning Love（英语：Burning Love）

- Release Me（英语：Release Me (1946 song)）

- Funny How Time Slips Away（英语：Funny How Time Slips Away）

- 〈墮入情網〉（"Can't Help Falling In Love"）